# Сарол, Мюкеррем
Мюкеррем Сарол (тур. Mükerrem Sarol, 1909 — 8 ноября 1995) — турецкий врач и политик. Один из основателей Демократической партии. Кемаль Карпат называл его одним из «перспективных профессионалов» раннего периода Демократической партии. В 1950-60 годах входил в состав Великого национального собрания. Входил в состав одного из правительств Мендереса. После государственного переворота 1960 года был арестован, до 1965 года находился в тюрьме.

## Биография
Родился в 1909 году в Триполи. Его отцом был потомственный османский офицер Осман Нури-бей родом из Гедиза. Мать звали Фатьма Зехра-ханум.
В связи с работой отца, семья часто переезжала, поэтому учился Сарол в разных городах. В 1930 году окончил медицинский лицей при Дарюльфюнуне. Позднее учился в Гамбургском университете, где изучал изучал гинекологию и акушерство, в 1938 году окончил его, получив специальность хирурга.
После завершения образования работал хирургом в городах Йозгат и Айдын. Во время работы в Айдыне познакомился с Аднаном Мендересом. В 1946 году принял участие в создании отделения Демократической партии в Айдыне. В 1947 году переехал в Стамбул, принимал участие в работе стамбульского отделения Демократической партии. В мае 1950 года был избран членом Великого национального собрания. Вскоре после этого вошёл в состав правления Демократической партии. В 1954 году открыл газету «Türk Sesi». Переизбирался в Великое национальное собрание в 1954 и 1957 годах, в последний раз от ила Эдирне.
В мае 1954 вошёл в состав третьего правительства Мендереса в качестве государственного министра, на этом посту отвечал за взаимодействие с прессой, поэтому после занятия министерского поста был вынужден уволиться из основанной им газеты под давлением критики со стороны оппозиции. Будучи министром часто обвинялся в коррупции, в частности, в использовании поста для рекламы его собственной газеты. Другие обвинения были связаны с членством Сарола в жилищном кооперативе Этилер — он обвинялся в незаконном получении кредита, а также спекулировании железом.
Поток обвинений в отношении Сарола вынудил Мендереса отправить его в отставку в октябре 1955 года. В ноябре того же года вошёл в состав правления партии, но уже через месяц, в декабре 1955 года, был исключён из партии. В июне 1957 года повторно вступил в неё.
6 апреля 1960 года стал членом комиссии созданной Демократической партией для поиска оснований для возбуждения расследования в отношении оппозиционной Республиканской народной партии. 7 апреля 1960 года был избран председателем комиссии.
После государственного переворота 27 мая 1960 года был арестован и отдан под суд, где получил приговор в 15 лет тюрьмы. В 1961 года вся недвижимость Сарола была конфискована государством. 15 января 1965 года был освобождён из тюрьмы в связи с плохим состоянием здоровья.
В 1975 году вступил в партию Справедливости. В 1983 году опубликовал книгу об Аднане Мендересе.
Умер 8 ноября 1995 года в Стамбуле.

### Личная жизнь
Был женат на Фалихе Сарол, у них было трое детей. Владел немецким и французским языками.